# رشدی راشد
رشدی راشد (۱۹۳۶-) ریاضی‌دان و تاریخنگار ریاضیات مصری‌تبار و استاد تاریخ علم در دانشگاه دیدرو پاریس در فرانسه است.
او در سال ۱۹۳۶ در قاهره زاده شد. تحصیلات دانشگاهی خود را در رشته فلسفه در دانشگاه قاهره شروع کرد. در سال ۱۹۵۶ به فرانسه رفت و در دانشگاه سوربن درجه دکتری در تاریخ فلسفه ریاضیات گرفت.
او دارای تالیفات زیادی در زمینه تاریخ و فلسفه علم، به ویژه تاریخ علم در میان مسلمانان است.